# Meteorit

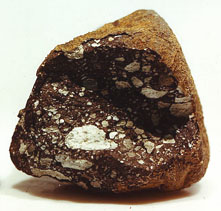
Månmeteorit.

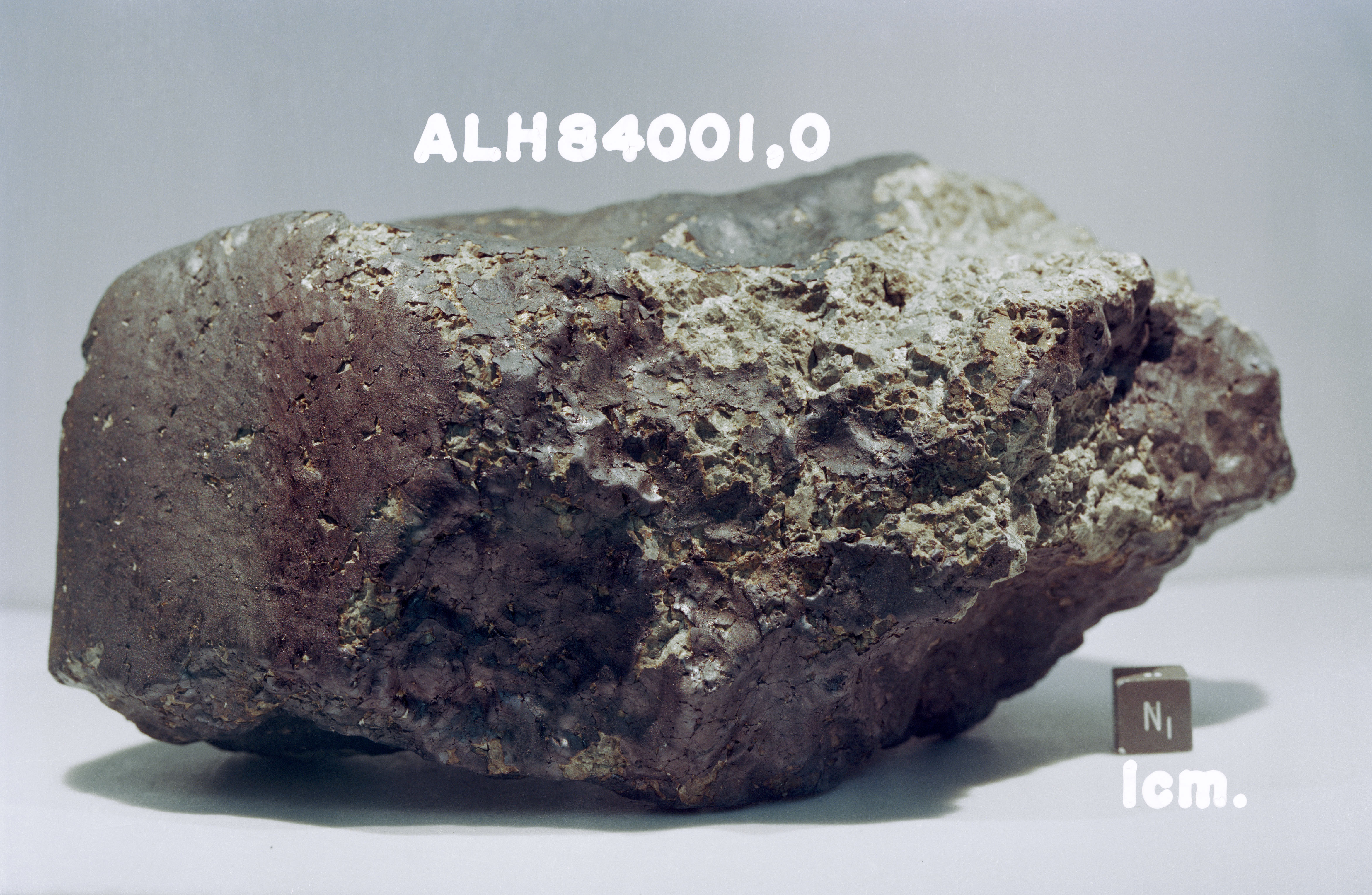
Marsmeteorit.

Meteoriter eller meteorstenar är fasta kroppar av utomjordiskt ursprung som förbränns och eventuellt splittrats i jordens atmosfär och sedan kan nå jordens yta.  
Så länge föremålet befinner sig ute i rymden kallas det för en meteoroid. Då den tränger in i jordens atmosfär bromsas den av luftmotstånd och friktion och ett ljussken bildas som kallas en meteor eller ett stjärnfall. Först om föremålet inte fullständigt förbränts i atmosfären och därmed når ned till jordens yta blir föremålet en meteorit. Man säger att meteoriten "slår ner". Vid stora meteoritnedslag kan nedslagskratrar bildas. Då geomorfologiska processer på jorden verkat på en nedslagskrater under lång tid återstår bara ett astroblem.
Meteoroider av alla storlekar kan också träffa andra himlakroppar än jorden (både sådana med eller utan skyddande atmosfär). Planeten Merkurius, några asteroider som har kunnat fotograferas av rymdsonder, vår egen måne och de flesta andra månar, visar alla upp en yta formad under en lång tid av bombardemang från rymden. Vid utforskningen av Mars med hjälp av rörliga, fotograferande robotar har några stenar på marken identifierats som meteoriter.

## Introduktion

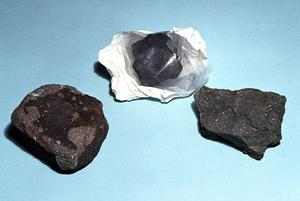
Kolhaltiga kondriter

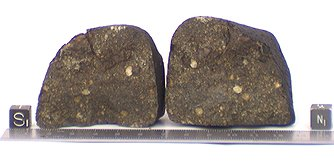
Kondriter funna i Antarktis

Meteoriter är företrädesvis splitter från kollisioner mellan asteroider, som genom kollisionen också kommit ur kurs och därför är benägna att falla ner på planeter.  Andra källor är kometkärnor, som det smälter lös grus och stoft från när de passerar nära solen. Det finns även sällsynta meteoriter med material från planeten Mars eller månen.
Meteoriter klassas som bergarter och består vanligtvis av silikatmineral (95 procent) och olika järn-nickellegeringar eller kombinationer av dessa två (5 procent).
Då en meteoroid träder in i atmosfären hettas den upp och smälter på ytan samtidigt som dess inre förblir kallt och oförändrat. Asteroider och kometer bildades under solsystemets barndom, alltså är även deras kontinuerligt nyskapade fragment, meteoroiderna, lika uråldriga och kan därför ge värdefull information om dettas uppkomst.
Ett stort antal meteoroider, med en sammanlagd massa på omkring 100 ton, tränger dagligen in i jordens atmosfär. De flesta i form av mikrometeoroider, det vill säga meteoroider av mikrometerstorlek (tusendels millimeter). Dessa små partiklar överlever färden genom atmosfären och faller sakta ner på jordytan. I till exempel Tyskland är bara två meteoriter per år större än en knytnäve och i Sverige finns bara ett dussintal observerade fall dokumenterade i modern tid. Dock når omkring 20 000 meteoriter, med en massa på minst 100 gram, jordens yta årligen, varav de flesta inte är större än smågrus.
Flykthastigheten från solsystemet vid jordens bana är 42,5 km/s och jorden rör sig i sin bana med 29,8 km/s. Den högsta hastighet en i solsystemet bunden meteoroid kan ha vid jordens bana är summan av dessa två hastigheter, det vill säga en relativ hastighet på 72,3 km/s. Den lägsta hastigheten med vilken en meteoroid kan krocka med jordens atmosfär är 11,2 km/s, hastigheten hos en partikel som accelererats av jordens gravitation.

## Sammansättning och klassificering

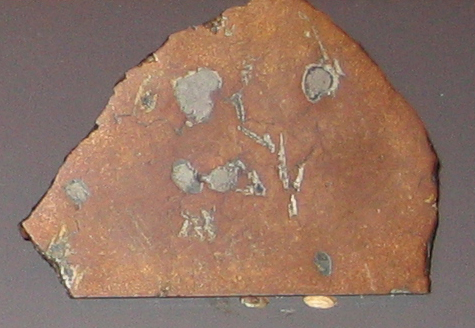
En skiva från en järn-nickelmeteorit.

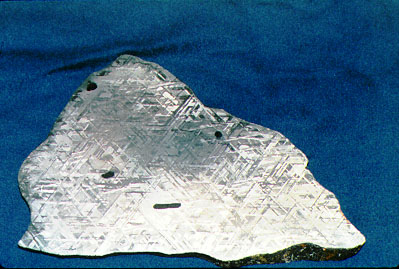
En skiva från en järnmeteorit med det karaktäristiska invändiga mönstret av korsande järn-nickellegeringar.

Meteoriter klassificeras efter sin sammansättning. 
- Kondriter – stenmeteoriter bestående av mafiska bergarter med små korn som tyder på en snabb nedkylning. Omkring 80 procent av alla meteoriter är polyhedriter. De bildades under solsystemets barndom och hör till dess äldsta, bevarade materia. De flesta kondriter innehåller kondruler, millimeterstora sfäriska korn, och tros vara upp till 4,6 miljarder år gammal materia som härstammar från asteroidbältet. Det är okänt hur de bildades.
  - Kolhaltiga kondriter – stenmeteoriter som innehåller små mängder organiskt material, bland annat aminosyror, och representerar omkring 5 procent av alla meteoriter. De tros bestå av oalternerat material från solnebulosan (det stoffmoln som solsystemet bildades ur) och har en isotopsammansättning liknande solens.
- Akondriter – stenmeteoriter som inte innehåller kondruler. De påminner om mafiska, magmatiska bergarter på jorden och är ibland breccierade. Akronditer representerar 8 procent av alla meteoriter och tros bestå av ytmaterial från större asteroider, i första hand den massiva asteroiden Vesta, men även planeten Mars.
- Järnmeteoriter – består av järn-nickellegeringar som kamacit och motsvarar omkring 6 procent av alla meteoriter. De tros bestå av material från kärnan i en söndersprängd himlakropp. Till skillnad från akronditerna innehåller de stora kristaller som tyder på en långsam kristallbildning. (Äldre benämning: Siderit.)
- Järnstenar – motsvarar omkring 2 procent av alla meteoriter och består av en blandning av järn-nickellegeringar och silikatmineral. De tros bestå av material från området utanför en himlakropps kärna.
- Tektiter – glasobjekt som, enligt de flesta forskare, bildats på jorden vid stora meteoritnedslag. Tektiter är sålunda i egentlig mening inga meteoriter men har länge varit associerade med dem.

Meteoriter kan också klassificeras efter sin historia. Beroende på om människan har observerat deras nedslag på jorden grupperas meteoriter som "fall" eller "fynd". 
Det finns också två system för att klassificera meteoriter efter den grad av sönderfall de uppnått sedan de slagit ned på jorden: A-C respektive W0-W6 där välbevarade meteoriter klassas som A eller W0. 
Meteoriterna kan också graderas i skalan S1-S6 efter hur omfattande chockmetamorfos de genomgått innan de blev meteoroider, till exempel då den himlakropp de härstammar ifrån sprängdes. Meteoriter som inte förändrats mycket hastigt klassas som S1.

## Historia

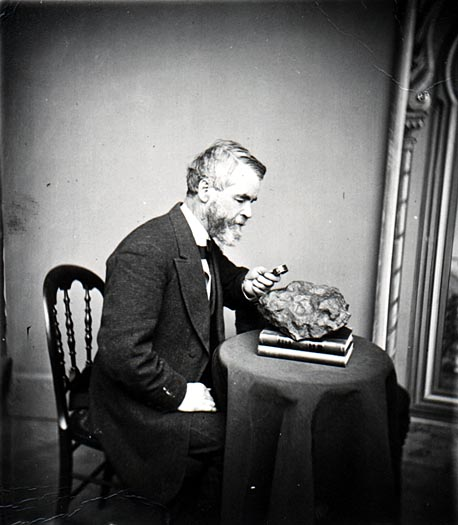
Meteorit som föll ner i Wisconsin, USA, 1868

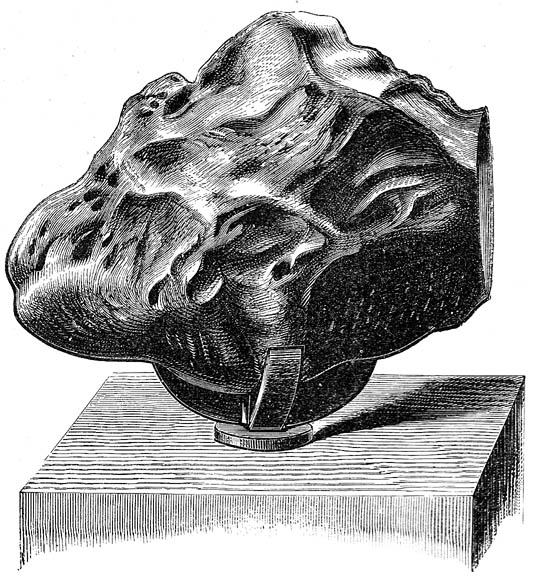
Meteoriten Otumpa från Campo del Cielo bevarad på British museum

Meteoriternas historia är inte äldre eller yngre än andra objekt ur den kosmiska synvinkeln. Allt material bildades från en explosion för ca 13,7 miljarder år sedan känd som Big Bang.
Den äldsta meteoritnedslaget som kan verifieras historiskt skedde vid middagstid den 7 november 1492. En ljudlig explosion föregick ankomsten av en 127 kg tung stenmeteorit som landade i ett vetefält nära byn Ensisheim i provinsen Alsace, Frankrike, som då var en del av Tyskland. Ett gammalt träsnitt som skildrar scenen visar hur meteoriten ses av två personer som går igenom en skog. I själva verket var en ung pojke det enda ögonvittnet, och han ledde lokalbefolkningen till fältet där meteoriten låg i ett en meter djupt hål. Efter att meteoriten var hämtad började stadsborna slå loss bitar som souvenirer i tron att objektet var av övernaturligt ursprung, tills detta stoppades av den lokala domaren. Många av dessa fragment hamnade på museer runt om i världen. Det som sedan återstod av meteoriten, en avrundad grå massa som bara vägde 55 kg kan idag ses i Ensisheims rådhus, vilande i en elegant väska.
Den äldsta kända meteoritkratern på Jorden uppskattas vara 3,5 miljarder år gammal. Den hittades i Western Australia ungefär 40 km väster om staden Marble Bar.

## Meteoriter i Sverige
Exempel på nedslagskratrar, så kallade astroblem, i Sverige är Siljan, Locknesjön, Torkratern i Funäsdalen, Tvären, Mien och Dellensjöarna. Det första observerade meteoritnedslaget i Sverige var Hesslemeteoriten som inträffade på nyårsdagen 1869 i Hässle i Uppland. 20 maj 1900 dog Hans Ludvig Lundgren (f. 1845), till följd av ett meteoritnedslag i Kvavisträsk. Andra observerade fall av stenmeteoriter är Ekebymeteoriten och Hedeskogameteoriten, båda från Skåne.
Området med flest kända hittade meteoriter i Sverige är Muonionalusta, 10 mil norr om Pajala, Norrbotten. Där har man hittat flertalet järnmeteoriter. I början av juni 2008 hittade Thomas Österberg och Örjan Österberg i Kitkiöjärvi, 9 mil norr om Pajala, en meteorit på cirka 1 200 kg och med en diameter av en meter.